# Strood
Strood è una località di 33 182 abitanti della contea del Kent, in Inghilterra.